# Выборы губернатора Сахалинской области (1996)
Первые выборы губернатора Сахалинской области прошли в Сахалинской области 20 октября 1996 года в период выборов глав регионов, одновременно с выборами депутатов Сахалинской областной думы. Победу одержал действующий губернатор, член Совета политического движения «Наш дом — Россия» Игорь Фархутдинов, который набрал 39,47 % голосов избирателей.

## Проведение
8 октября 1991 года указом президента РСФСР Бориса Ельцина первым главой администрации Сахалинской области был назначен Валентин Петрович Фёдоров, занимавший должность председателя Сахалинского исполнительного комитета областного Совета народных депутатов. После ухода в 1993 году Фёдорова на должность заместителя министра экономики России новым главой области был назначен Евгений Краснояров. Спустя два года, 24 апреля 1995 года Краснояров подал в отставку в связи с переходом на другую работу, и по представлению председателя Правительства России Виктора Черномырдина главой администрации Сахалинской области был назначен глава Южно-Сахалинска Игорь Фархутдинов.
В соответствии с указом Президента России от 1 августа 1996 года «О выборах главы администрации Сахалинской области» было разрешено проведение выборов губернатора Сахалинской области в октябре—ноябре 1996 года. На должность губернатора группами избирателей было выдвинуто и зарегистрировано 10 кандидатов. Ключевыми из них были действующий губернатор Фархутдинов, поддержанный «НДР» и «Союзом женщин России», и исполнительный директор Дальневосточных проектов «Сиданко» Анатолий Чёрный при поддержке КПРФ.
Кандидаты в губернаторы не имели чётко выраженных программ. Свою предвыборную агитацию они, как правило, строили на критике ошибок и упущений Правительства и Президента России, администрации области, осуществляющих преобразования в обществе, давая обещания избирателям устранить те или иные недостатки. На последнем этапе предвыборной агитации были случаи, когда некоторые кандидаты пытались очернить конкурентов. Также, из-за недостаточности финансирования избирательные комиссии не выделяли кандидатам на должность главы администрации средства на проведение предвыборной агитации, в результате чего некоторые из них упрекали комиссии в своём поражении на выборах. По итогу слабое спонсирование кандидатов сказывалось на ограничении возможностей при выборе тактики и методов агитации. 
В соответствии с Законом «О выборах главы администрации Сахалинской области» при подведении итогов голосования и определении победителя применялась мажоритарная система относительного большинства, предусмотренная статьёй, вместо системы абсолютного большинства, в частности не был установлен порог явки избирателей. Таким образом, активность избирателей на выборах губернатора Сахалинской области оказалась самой низкой (33,69 %) среди всех субъектов России в период выборов 1995—1997 годов. Среди всех районов наибольшая активность была отмечена в Макаровском, где проголосовало 44 % избирателей. Фархутдинов получил большинство голосов в 13 районах области, составляющих среднюю и южную часть Сахалина и острова Курильской гряды; наиболее высокая поддержка у него была в Макаровском районе (75,54 %). Чёрный одержал победу в четырёх районах области, набрав большинство голосов в Углегорском районе (55,74 %). 

## Кандидаты
| Кандидат                        | Деятельность/должность (на момент выдвижения)                                               | Статус                                |
| ------------------------------- | ------------------------------------------------------------------------------------------- | ------------------------------------- |
| Виктор Николаевич Аверин        | президент Союза промышленных, коммерческих и иных организаций «Дальневосточный альянс»      | снял кандидатуру 18 октября 1996 года |
| Владимир Петрович Берсенев      | вице-президент акционерной нефтяной компании «Шельф»                                        | зарегистрирован                       |
| Николай Петрович Долгих         | президент ОАО «Финансово-производственная группа „Сахалин“»                                 | зарегистрирован                       |
| Николай Валентинович Литвин     | начальник Сахалинского территориального антимонопольного управления                         | зарегистрирован                       |
| Валиулла Сафиуллович Максутов   | председатель Сахалинской областной думы                                                     | зарегистрирован                       |
| Юрий Иванович Недорез           | вице-президент «Инновационного фонда Сахалина»                                              | снял кандидатуру 18 октября 1996 года |
| Фёдор Ильич Сидоренко           | начальник Сахалинского отделения Федеральной службы России по валютно-экспортному контролю  | снял кандидатуру 18 октября 1996 года |
| Валериан Александрович Тимофеев | руководитель частного предприятия «Консул»                                                  | снял кандидатуру 18 октября 1996 года |
| Игорь Павлович Фархутдинов      | действующий губернатор Сахалинской области                                                  | зарегистрирован                       |
| Анатолий Васильевич Чёрный      | исполнительный директор Дальневосточных проектов Сибирско-Дальневосточной нефтяной компании | зарегистрирован                       |

## Результаты
| Место                       | Место                       | Кандидат                    | Голосов | %        |
| --------------------------- | --------------------------- | --------------------------- | ------- | -------- |
|                             | 1.                          | Игорь Фархутдинов           | 60 149  | 39,47 %  |
|                             | 2.                          | Анатолий Чёрный             | 41 452  | 27,20 %  |
|                             | 3.                          | Николай Долгих              | 14 388  | 9,44 %   |
|                             | 4.                          | Владимир Берсенев           | 10 985  | 7,21 %   |
|                             | 5.                          | Николай Литвин              | 6736    | 4,42 %   |
|                             | 6.                          | Валиулла Максутов           | 2281    | 1,50 %   |
|                             | 7.                          | Виктор Аверин               | 74      | 0,05 %   |
|                             | 8.                          | Валериан Тимофеев           | 70      | 0,05 %   |
|                             | 9.                          | Фёдор Сидоренко             | 56      | 0,04 %   |
|                             | 10.                         | Юрий Недорез                | 49      | 0,03 %   |
| Против всех                 | Против всех                 | Против всех                 | 12 023  | 7,89 %   |
| Действительных бюллетеней   | Действительных бюллетеней   | Действительных бюллетеней   | 148 263 | 97,29 %  |
| Недействительных бюллетеней | Недействительных бюллетеней | Недействительных бюллетеней | 4135    | 2,71 %   |
| Явка                        | Явка                        | Явка                        | 152 398 | 100,00 % |
| Общее число избирателей     | Общее число избирателей     | Общее число избирателей     | 453 988 |          |

## Мнения
Комментируя предварительные итоги выборов, губернатор Игорь Фархутдинов особо подчеркнул, что «сахалинцы и курильчане — реалисты, не верящие в пустопорожние обещания»: «Лично я не сулил им мгновенных перемен, а предложил вместе продолжить поступательное движение по пути реформ».